# Nationalisme culturel irlandais
Le nationalisme culturel irlandais vise à rétablir la culture gaélique des Irlandais.
Lorsqu'il cherche à lutter contre l'impérialisme culturel anglais, on évoque la politique de désanglicisation de la culture irlandaise menée dès la fin du XIXe siècle par les intellectuels irlandais.
Le nationalisme culturel irlandais est lié à la Renaissance celtique (Celtic revival) du XIXe siècle, qui prônait le retour aux valeurs paysannes par opposition aux valeurs citadines de la puissance coloniale anglaise. Favorisant la tradition par rapport à une modernité toujours associée à l'ennemi anglais, elle a cherché à faire revivre la langue gaélique et la tradition orale qu'elle véhiculait.
Cependant, le nationalisme culturel irlandais tend, dans sa propre évocation et mise en valeur de l'Irlande, à recycler un thème majeur de la littérature coloniale anglaise dans sa représentation de l'île, à savoir : la pastorale.
A contrario, le révisionnisme irlandais est un mouvement qui cherche à atténuer les effets du nationalisme culturel irlandais et à en dénoncer les excès.

### Études sur le nationalisme culturel irlandais en littérature
- Thèse de doctorat : La Réécriture de l'histoire dans les romans de Roddy Doyle, Dermot Bolger et Patrick McCabe. Auteur : Alain Mouchel-Vallon, université de Reims (2005)

http://www.sudoc.abes.fr